# Maison située 69 rue Karađorđeva à Novi Sad
La maison située 69 rue Karađorđeva à Novi Sad (en serbe cyrillique : Кућа у Карађорђевој улици бр. 69 у Новом Саду ; en serbe latin : Kuća u Karađorđevoj ulici br. 69 u Novom Sadu) est située à Novi Sad, la capitale de la province autonome de Voïvodine, en Serbie. En raison de sa valeur patrimoniale, elle est inscrite sur la liste des monuments culturels protégés de la république de Serbie (identifiant n° SK 1518).